# 垃圾車
垃圾車是為了載運垃圾、廢料至焚化爐或回收場而設計的特殊貨車。垃圾車通常會沿街或由垃圾站收集垃圾，運輸到垃圾堆填區或焚化爐。
垃圾車運載的物料，通常已經分類，因為現代的垃圾車為了增加運輸量，會把車內的垃圾壓縮和混合。

## 軼事

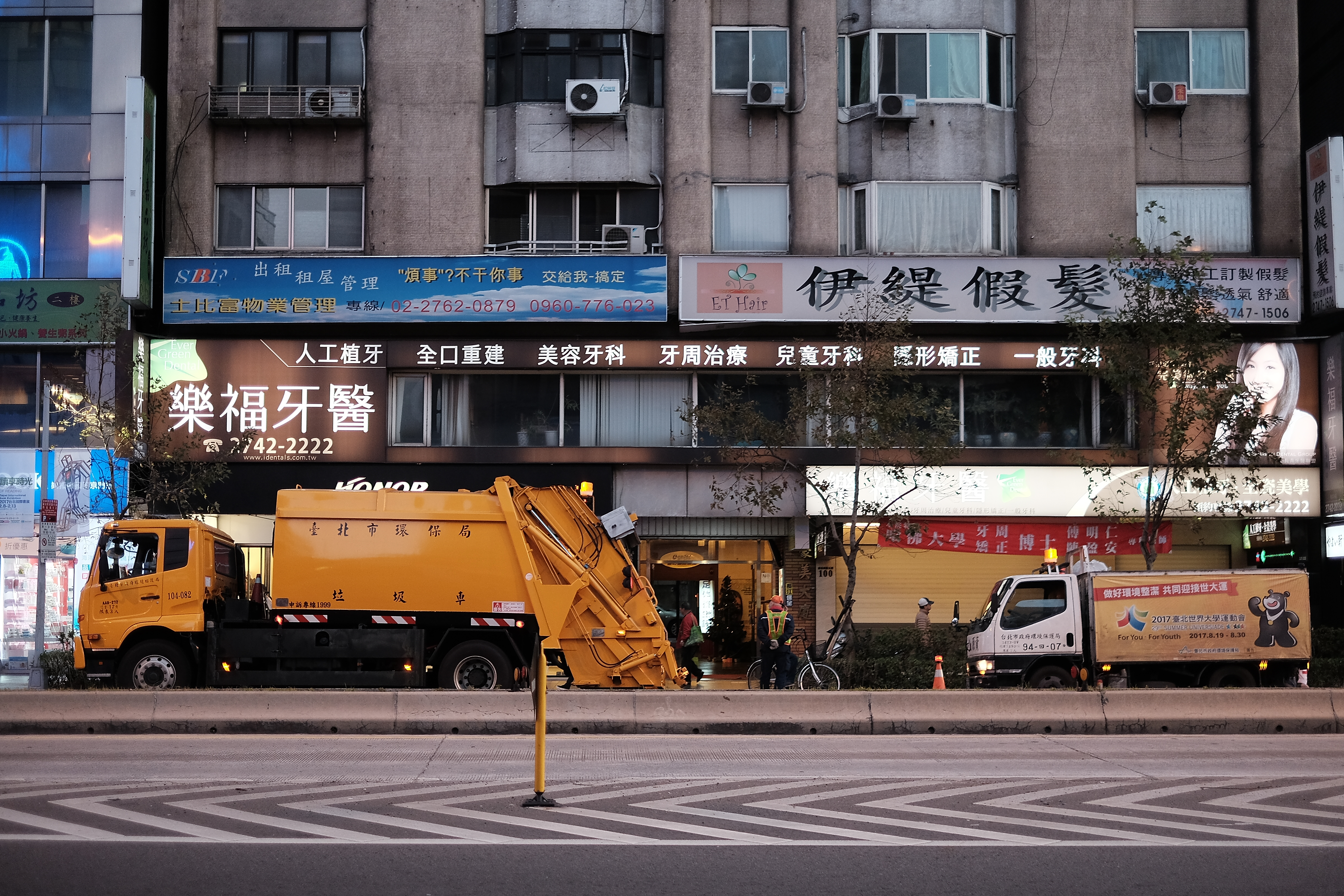
台灣的垃圾車，以及跟在後方的資源回收車

臺灣垃圾車沿街收集垃圾時，會播放音樂提醒居民，最常用的播放曲目有二，一為《給愛麗絲》，一是《少女的祈禱》，相傳此二曲為當年的臺灣省政府衛生處處長許子秋決定。民間相傳許子秋下班回家時聽見女兒練琴，彈奏《給愛麗絲》與《少女的祈禱》，覺得頗動聽，決定採用此兩支曲子作為垃圾車音樂。另說則是許子秋女兒練的是《少女的祈禱》，但許子秋向歐洲採購垃圾車時，該等車輛附上了《給愛麗絲》作為警示音樂，因此兩首都採用。也有說法為相反，許子秋女兒練的是《給愛麗絲》，因此許子秋決定以《給愛麗絲》作為垃圾車音樂。但臺北市府買了一批歐洲垃圾車，其警示音是《少女的祈禱》。目前已經眾說紛紜，無從查考。
其中在1980至2000年代，台灣引進日本EPSON公司所製作的SVM7910CF音樂盒裡面《少女的祈禱》、《給愛麗絲》之音樂來當作垃圾車音樂，後來在該音樂盒中，《少女的祈禱》被台灣詰富電子廠所製作的百佳（POKKA）擴音器仿製，並且大量使用。而該音樂盒之《少女的祈禱》具有和弦、些微變奏的效果，音色特殊令台灣許多垃圾車愛好者相當喜愛，並稱為「合音版少女的祈禱」。不過2000年後因詰富電子另行開發新音色之音樂，也就是現今經常聽到垃圾車播放的「圓滑版少女的祈禱」，以致於舊版「合音版少女的祈禱」漸漸絕版，也令許多垃圾車愛好者惋惜及希望保留。
1990年代起台灣推廣資源回收，資源回收車通常跟隨在垃圾車後方，播放的曲子常使用侯德健作曲的《酒矸倘賣無》，這首曲子是1983年臺灣電影《搭錯車》的主題曲。

## 圖片集

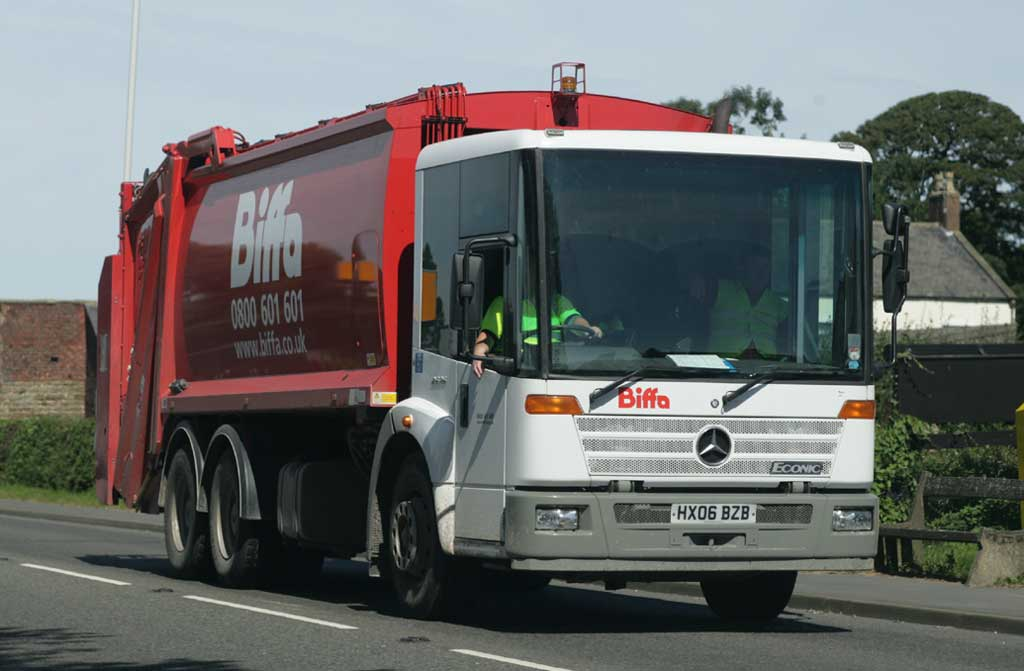
英國的垃圾車
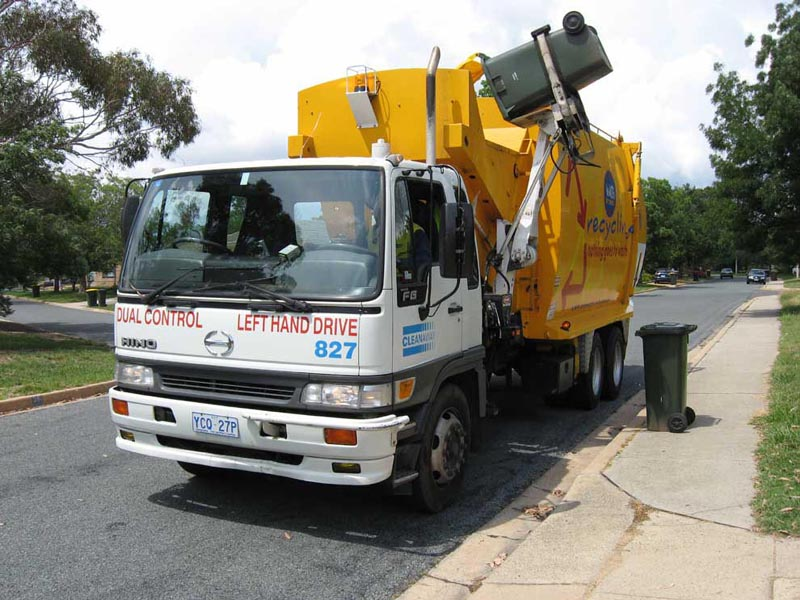
澳洲的垃圾車
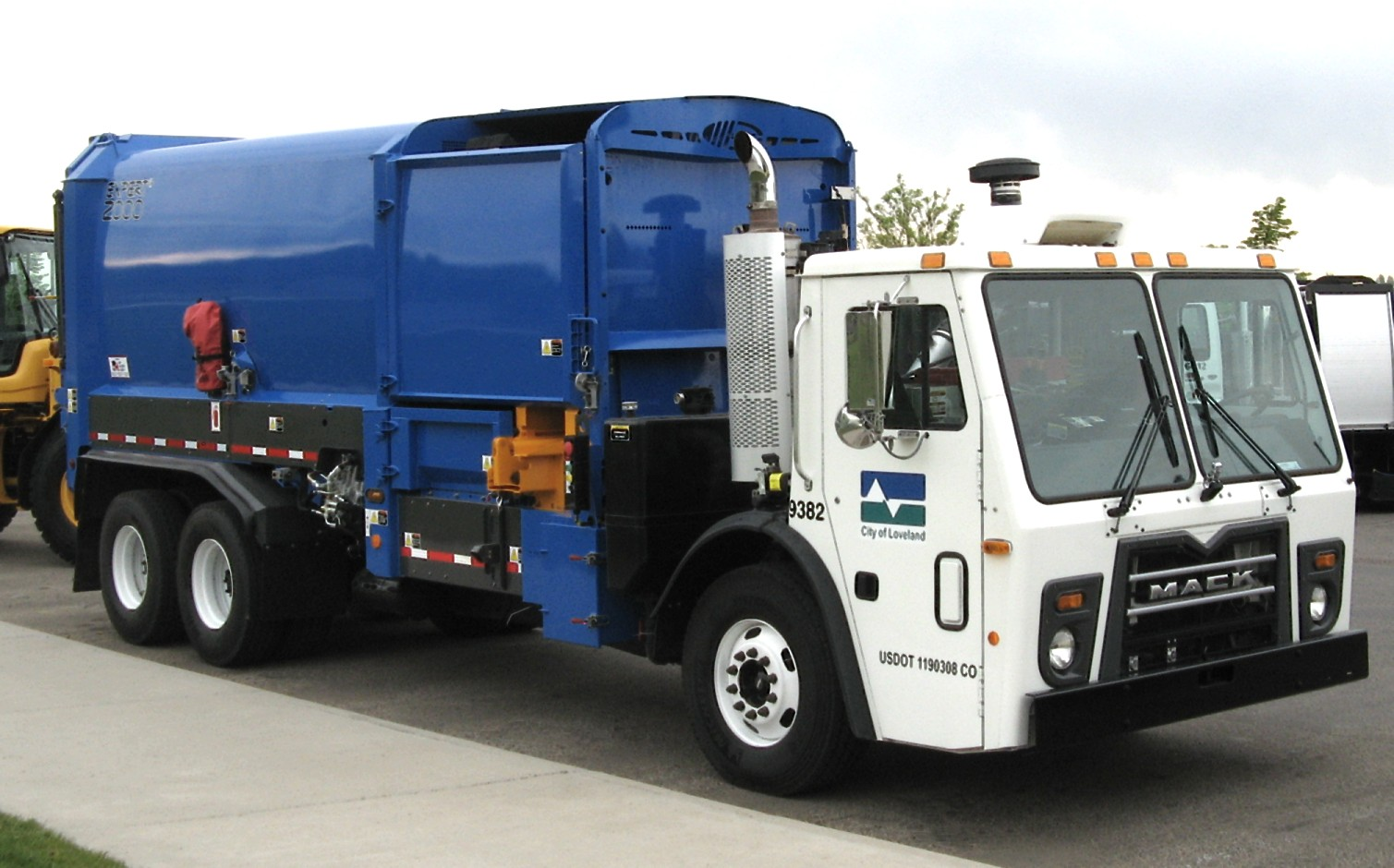
美國的垃圾車
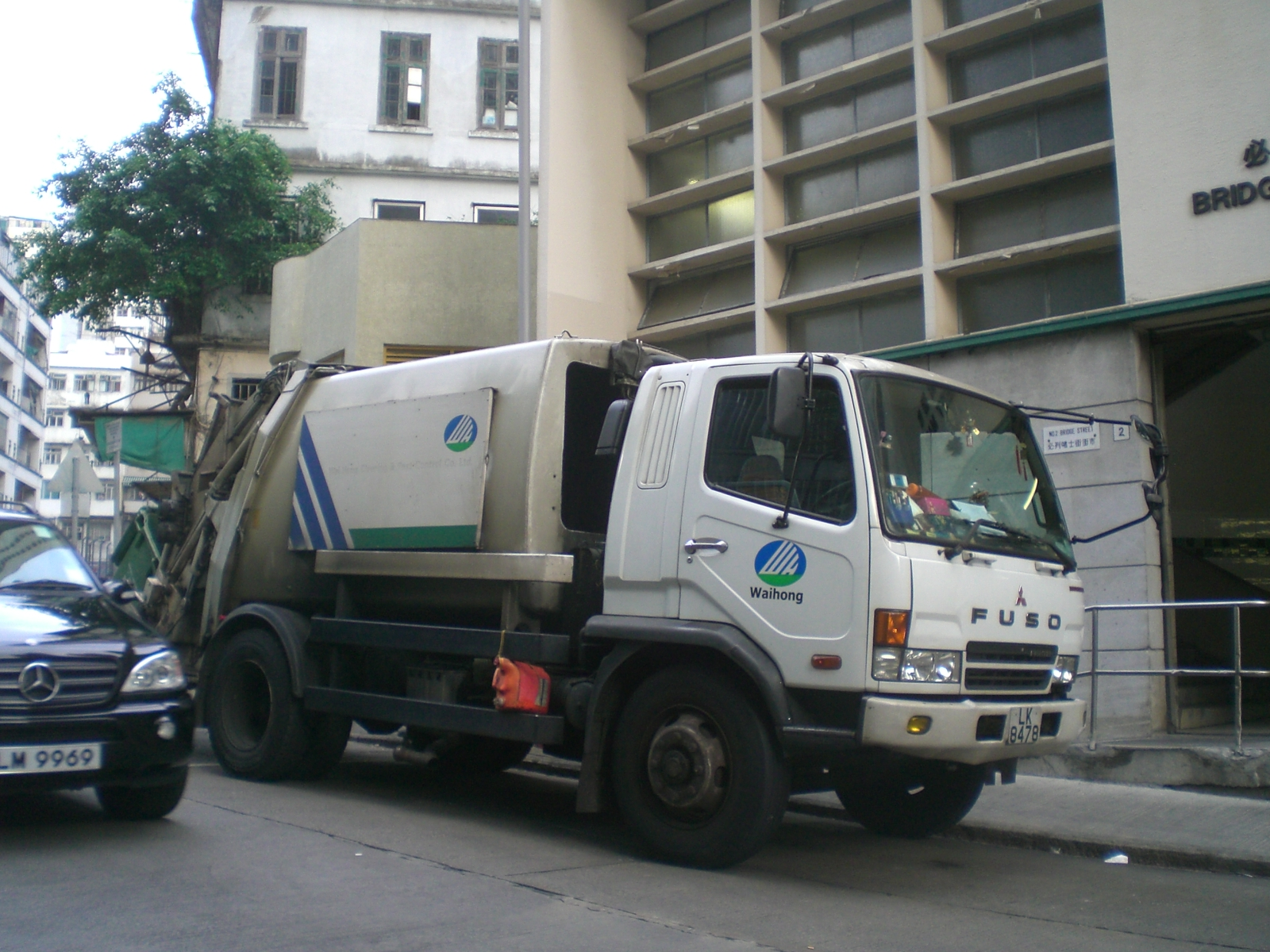
香港的垃圾車

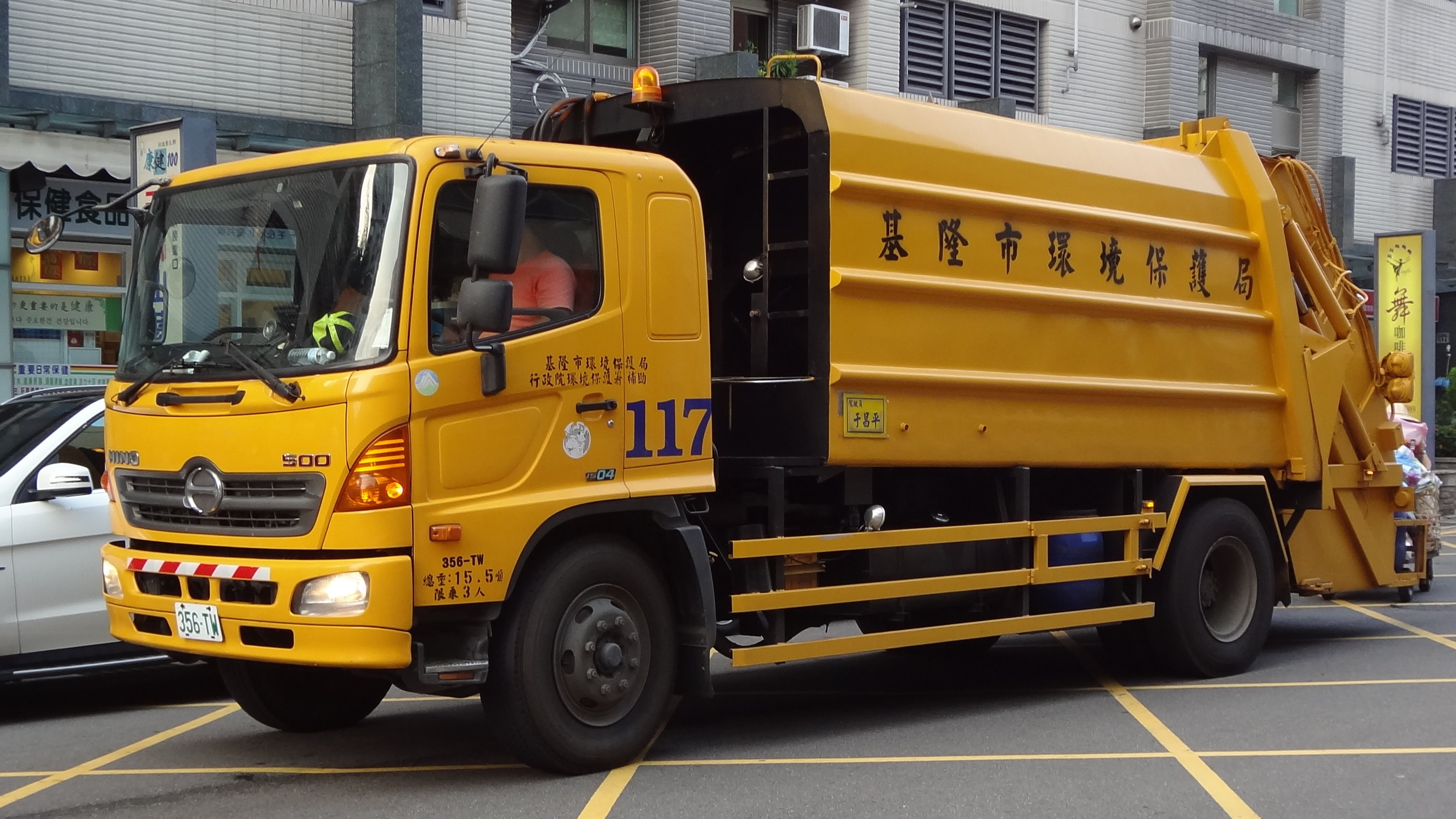
台灣的垃圾車
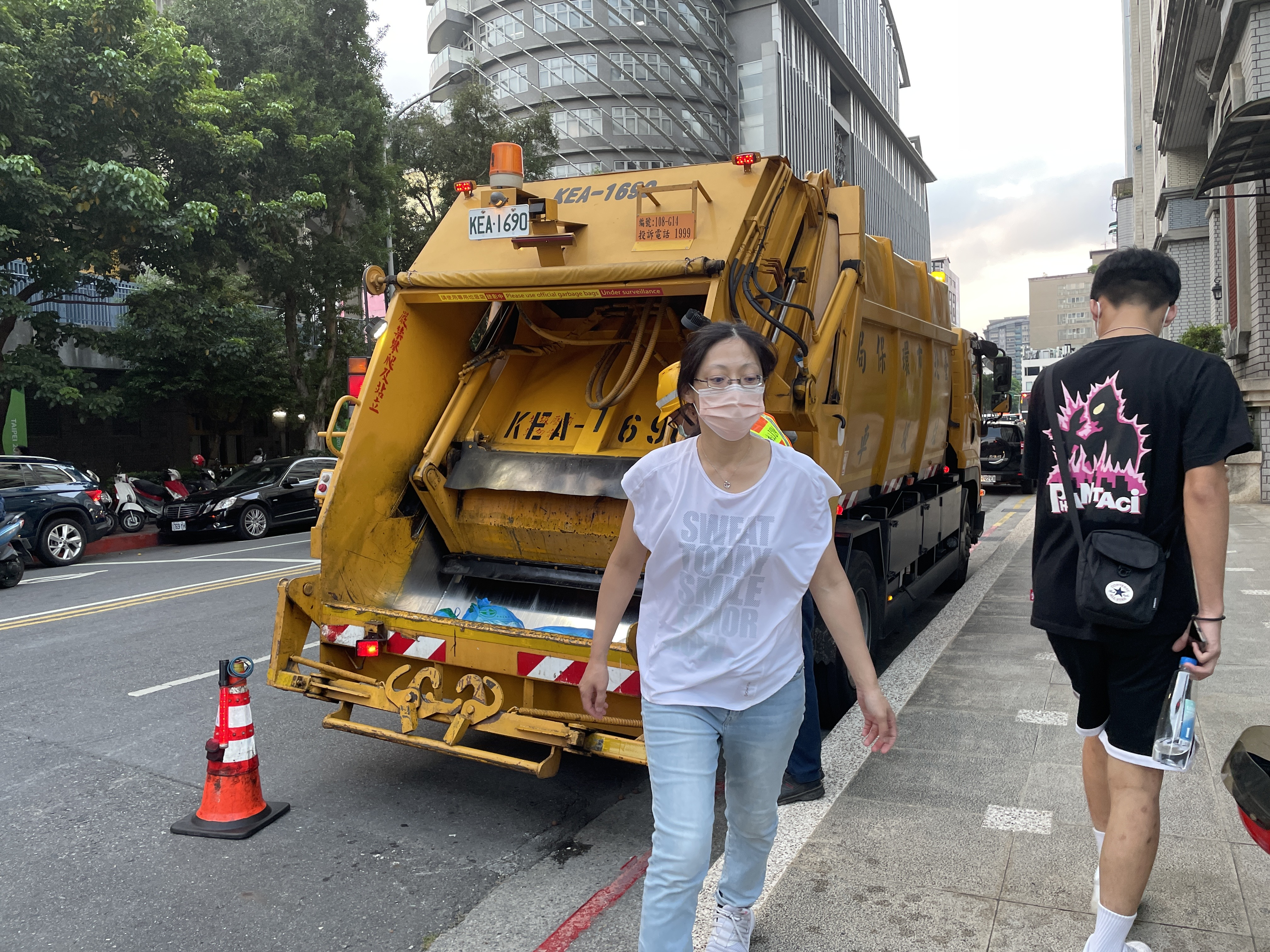
台北市松山區每日均收一般垃圾。[6]（攝於2022年7月）
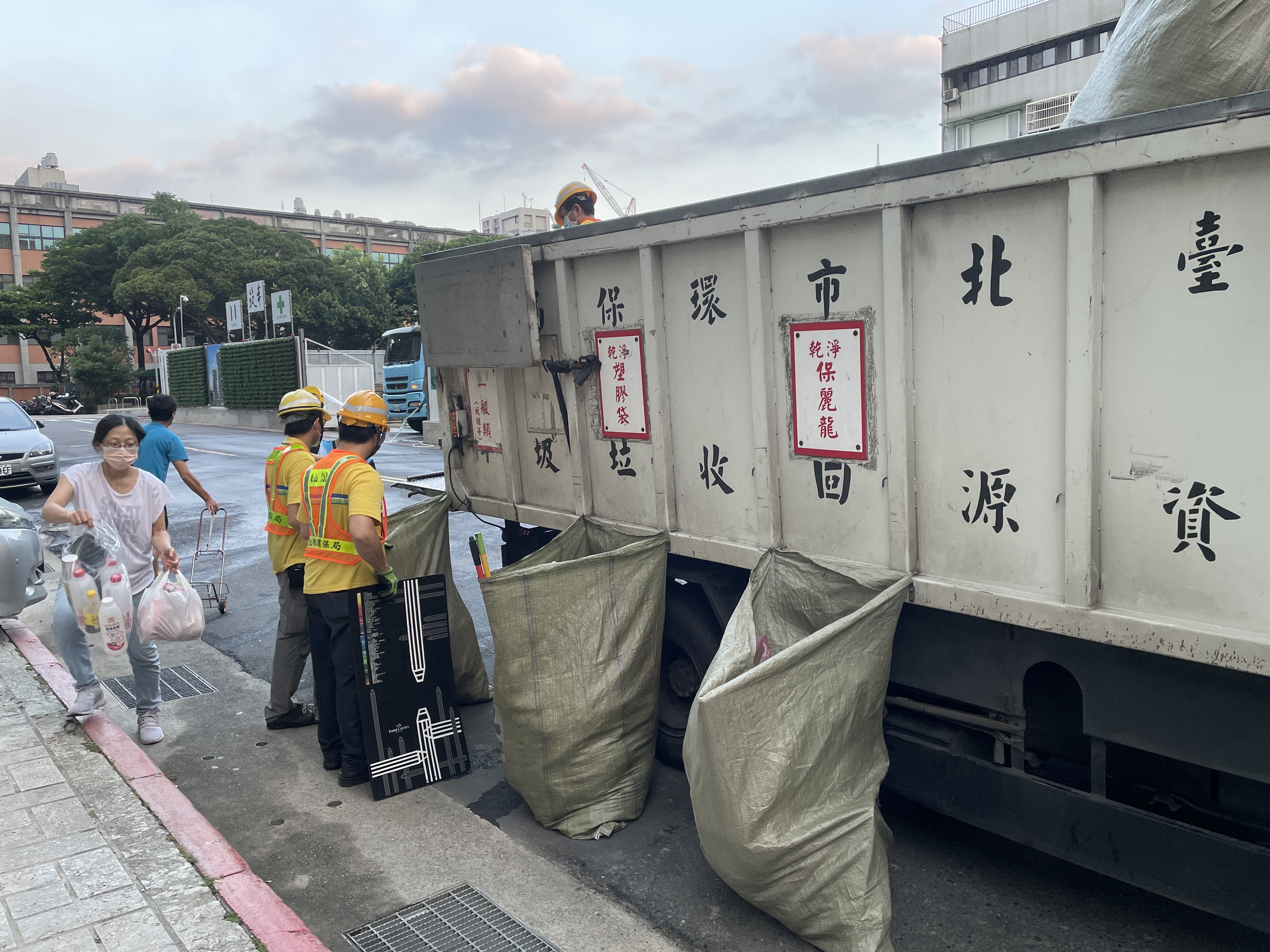
台北市松山區每週二、四、六收取可回收立體類垃圾︰乾淨保麗龍一般類（瓶罐、容器、小家電等）.[6]（攝於2022年7月）